# 瓜爾馬坦
瓜爾馬坦是哥倫比亞的城鎮，位於該國西南部，由納里尼奧省負責管轄，距離首府帕斯托86公里，始建於1611年7月1日，面積35平方公里，海拔高度2,653米，2005年人口5,656。
0°55′09″N 77°33′58″W / 0.919167°N 77.5661°W